# Dumbrăveni
Dumbrăveni, mai demult Ibașfalău, oficial Elisabetopol, (în dialectul săsesc Eppeschdorf, în germană Elisabethstadt, în maghiară Ebesfalva, Erzsébetváros) este un oraș în județul Sibiu, Transilvania, România, format din localitățile componente Dumbrăveni (reședința), Ernea și Șaroș pe Târnave. Ridicânduse la o populație de 6.238 de locuitori conform recesământului din 2021.

## Așezare
Orașul se află pe malul râului Târnava Mare, la 20 km distanță de Mediaș, 20 km de Sighișoara și la 77 km de municipiul Sibiu. Orașul este situat pe partea dreaptă a râului Târnava Mare, în regiunea de dealuri mijlocii a Podișului Transilvaniei, mai exact Podișul Târnavelor (43°13’ latitudine nordică și 42°12’ longitudine estică). Conform raionării fizico-geografice din „Geografia fizica”, 1983, zona se încadrează în provincia centrală europeană, subprovincia carpatică, ținutul podișului înalt al Transilvaniei, realm deluros al Târnavelor.
Morfogenetic, orașul se încadrează în etajul dealurilor și podișurilor, în care predomină terenuri cu predispoziție la alunecare și eroziune, atât la suprafața cât și în adâncime din cauza stratului litologic.
Altitudinal, Dumbrăveni se încadrează între 340 m și 600 m altitudinea medie fiind de 495 m.

## Demografie
Componența etnică a orașului Dumbrăveni
     Români (56,54%)
     Romi (23,32%)
     Maghiari (5,69%)
     Alte etnii (0,77%)
     Necunoscută (13,67%)
Componența confesională a orașului Dumbrăveni
     Ortodocși (73,73%)
     Reformați (4,86%)
     Penticostali (2,26%)
     Greco-catolici (1,73%)
     Alte religii (3,08%)
     Necunoscută (14,35%)
Conform recensământului efectuat în 2021, populația orașului Dumbrăveni se ridică la 6.238 de locuitori, în scădere față de recensământul anterior din 2011, când fuseseră înregistrați 7.388 de locuitori. Majoritatea locuitorilor sunt români (56,54%), cu minorități de romi (23,32%) și maghiari (5,69%), iar pentru 13,67% nu se cunoaște apartenența etnică. Din punct de vedere confesional, majoritatea locuitorilor sunt ortodocși (73,73%), cu minorități de reformați (4,86%), penticostali (2,26%) și greco-catolici (1,73%), iar pentru 14,35% nu se cunoaște apartenența confesională.
|  | Graficele sunt indisponibile din cauza unor probleme tehnice. Mai multe informații se găsesc la Phabricator și la wiki-ul MediaWiki. |

Date: Recensăminte sau birourile de statistică - grafică realizată de Wikipedia

## Politică și administrație
Orașul Dumbrăveni este administrat de un primar și un consiliu local compus din 15 consilieri. Primarul, Emil Dârloșan[*], de la Partidul Social Democrat, este în funcție din 2016. Începând cu alegerile locale din 2024, consiliul local are următoarea componență pe partide politice:
|  | Partid                                 | Consilieri | Componența Consiliului | Componența Consiliului | Componența Consiliului | Componența Consiliului | Componența Consiliului | Componența Consiliului |
|  | -------------------------------------- | ---------- | ---------------------- | ---------------------- | ---------------------- | ---------------------- | ---------------------- | ---------------------- |
|  | Partidul Național Liberal              | 6          |                        |                        |                        |                        |                        |                        |
|  | Partidul Social Democrat               | 6          |                        |                        |                        |                        |                        |                        |
|  | Alianța pentru Unirea Românilor        | 1          |                        |                        |                        |                        |                        |                        |
|  | Uniunea Democrată Maghiară din România | 1          |                        |                        |                        |                        |                        |                        |
|  | Partida Romilor „Pro Europa”           | 1          |                        |                        |                        |                        |                        |                        |

## Istoric

### Perioada preistorică
Descoperirea unei securi de piatră cioplită la Curciu și a unor oase de mamut la Dumbrăveni, aduc ipoteza că în aria orașului au existat așezări omenești încă din paleolitic. Primele dovezi sigure de viață omenească pe aria Dumbrăvenilor au o vechime de circa 3.000 de ani, mai exact din civilizația fierului. Este vorba de un bordei hallstatian cu adâncimea de 2,5 metri în care s-a găsit un vas de lut cu caneluri, ce conținea boabe de grâu carbonizate. Bordeiul avea și o vatră de cenușă și datează din jurul anilor 800 î.e.n. Aceste urme de locuire au fost descoperite chiar în centrul orașului, în 1971, când s-a săpat fundația clădirii Poștei. 
La începutul secolului III î.e.n. triburile celtice se așază în zona Târnavelor. Dovadă acestei prezenței stau mai multe urne provenind dintr-un cimitir celtic ce s-au găsit, în 1970, la sud de gara actuală a orașului, între calea ferată și șoseaua națională.

### Perioada dacică
Tot în zona de sud a gării Dumbrăveni, la cariera de pământ, s-au găsit câteva schelete și cești dacice, care în cea mai mare parte au fost distruse de muncitorii de la carieră în timpul lucrărilor. Mai multe dovezi ale existenței dacilor pe acest teritoriu, respectiv vase mari în formă de sac cu butoni, vase-borcan, fructiere, cuptor de pâine, vase de provizii, au fost descoperite în apropierea Dumbrăvenilor, în comuna Bahnea, sat Gogan.

### Perioada romană
În primul secol al erei noastre, zona Târnavei Mari a venit în contact cu împărăția romană, ceea ce a permis descoperirea în Sighișoara și Laslea, a unor tezaure monetare din această epocă. Mai mult, pe lângă Dumbrăveni trecea marele drum roman ce venea de la Apulum, pe Târnava Mare în sus, până la Odorhei și de acolo cotea la stânga spre castrele romane de la Inlăceni și Sărățeni.

### Perioada migrațiilor
Pe teritoriul orașului a fost găsit un tipar masiv de bronz cu conturul semicircular, a cărui capete se prelungesc în linii drepte, folosit pentru presarea pieselor ornamentale aplicate pe centură sau harnașament. Această urmă datează din secolului al VIII-lea, din vremea dominației avarilor.

### Perioada feudală
Feudalismul maghiar cucerește treptat Transilvania, în valea Târnavelor ajungând în secolul XII. Cea mai veche pomenire a Comitatului Târnava datează din 1214. Comitatul se întindea la sud până la râul Târnava Mare (între Blaj și Sighișoara) și la nord de la Bălăușeri până la Iernut. Prin mijlocul comitatului trecea Târnava Mică. Comitatul cuprindea 113 localități prin care și satul Dumbrăveni.

#### Primele atestări documentare
Nu se știe precis când a avut loc transformarea satului Dumbrăveni în târg. Cert este că primul document despre Dumbrăveni datează din anul 1332, când localitatea apare sub numele de Ebes (Sacerdotes de Ebes). În scrierea respectivă este vorba despre dijma din arhidiaconatul de Târnava/Cuculus ce o plătește preotul Hermann din Ebes (Ibașfalău în limba română) în sumă de patru banali vechi. Banalii erau o monedă a timpului respectiv. 
În documente din anii 1367 și 1368 se vorbește despre posesiunile feudalilor din Ibașfalău sub denumirea de ”possessions Ebessffalwa”, indicând ca proprietari mai mulți feudali. La 1374 este amintit Ladislau, fiul lui Emeric din Ibașfalău, ca fiind stăpânul acestui sat (Ladislao filio Emerici de Ebessffalwa). Într-un document din 3 iulie 1381, regele Ludovic I de Anjou informează cele ”Șapte scaune” și cele „Două Scaune”, Scaunul Mediașului și Scaunul Șeica, că el a înglobat în comitat posesiunile feudale din Ibașfalău și cele care aparțineau de acestea. La 13 iunie 1391, regele Sigismund însărcinează capitul din Alba Iulia să introducă pe Grigorie și Petru, fiii lui Apa din Mălâncrav, în stăpânirea părților din moșia ce le revin de la Ladislau, fiul lui Emeric din Ibașfalău. 
Într-un document din 1 mai 1399, Ibașfalăul apare sub denumirea de Ebesfolwa. În același timp sunt amintite și satele Gogan, Ernea și Hundorf. În documente din sec XIV și XV Dumbrăveni apare sub numele de Ebesffalwa (satul lui Ebes), care probabil a fost numele unui stăpân feudal. Numele de Ebesffalwa se va păstra până la începutul secolului al XVIII-lea, când localitatea va primi alt nume. Românii îi vor spune în continuare Ibașfalău, până în anul 1918, când va fi denumit Dumbrăveni.

#### Reședință domnească

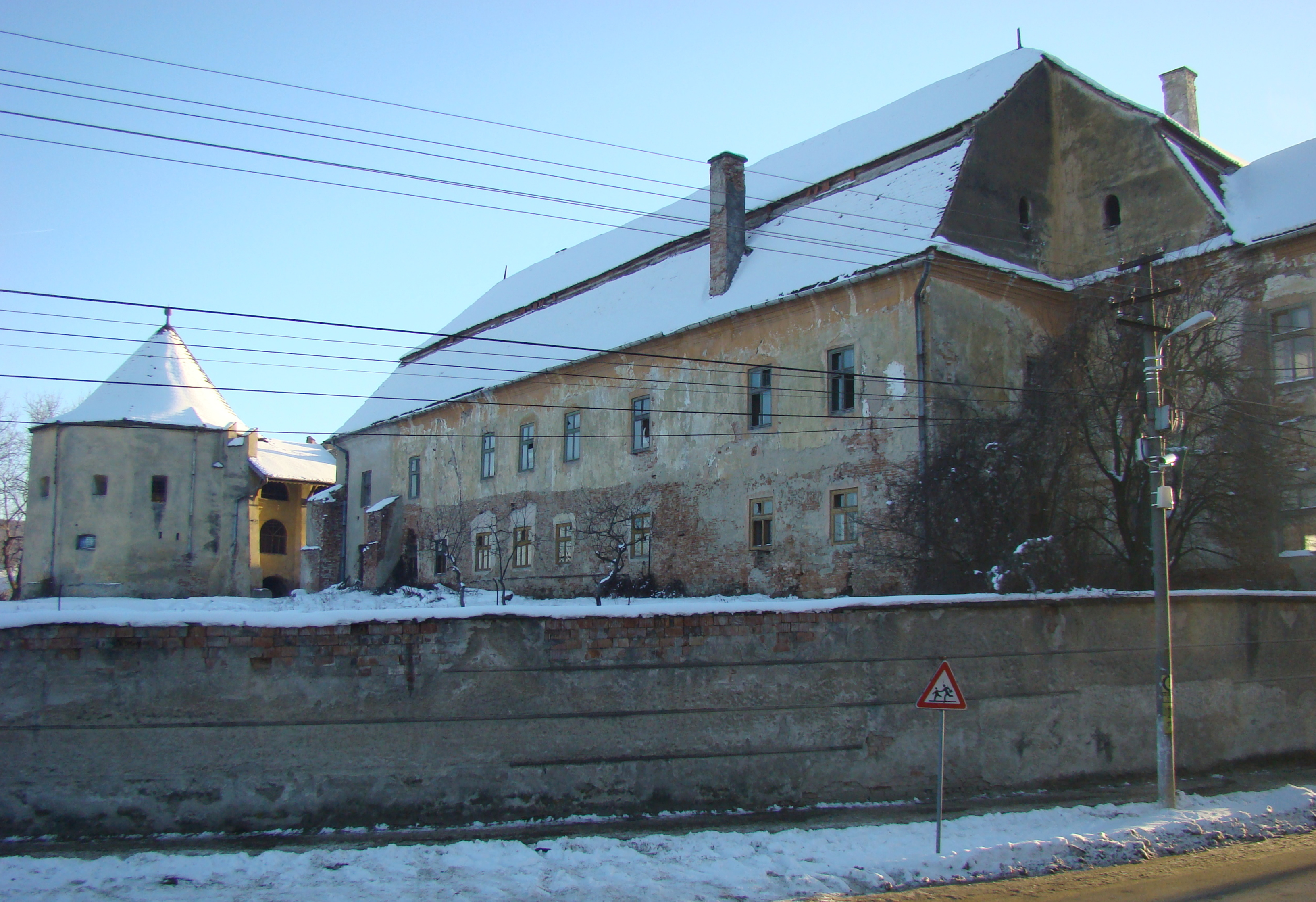
Castelul Apaffy

În a doua jumătate a secolului XIV-lea, târgul Ibașfalău se dezvoltă în suprafață și ca populație, ajungând pe la 700 de locuitori. În 1496, domeniul Dumbrăveni este stăpânit de familiile Bethlen, Fejerdi și Apafi. Grigore Apafi, prefect al județului Dobâca și locțiitorul mareșalului curții lui Martinuzzi, guvernatorul Transilvaniei, cumpără în 1552 toate moșiile existente în Dumbrăveni și construiește castelul feudal în formă de cetate. 
În 1562 are loc răscoala secuilor care, împreună cu iobagii români, atacă și avariază serios castelul cetate de aici, care va fi refăcut în 1564 și întărit cu noi bastioane. În 1590 Nicoale Apafi, prefectul comitatului Cetatea de Baltă – Târnava, își mută sediul oficial la castelul din Dumbrăveni. 
În perioada frământărilor politice din martie 1605, după dizolvarea dietei, guvernatorul Transilvaniei, Gyulafi, vine în tabăra de la Dumbrăveni. Aici este atacat, în 19 martie, de generalul Gheorghe Raț și, ca urmare, fuge la Șard. 
În 1645 se procedează la o nouă împărțire a domeniului Dumbrăveni între Apafești. Astfel, lui Boldisar Apafi îi revine moșia Mălâncrav și 10 case cu iobagi români la Dumbrăveni. Cum pe domeniul Dumbrăveni nu existau meseriași, sunt trimiși de la Mălâncrav un cizmar, un croitor, un rotar și un țesător. În același timp Mihai Apafi I primește via din Mălâncrav și o treime din iobagii români de la Hundorf și Ernea. 
După moartea lui Grigorie Apafi, domeniul cetății Dumbrăveni revine integral în posesia lui Mihai Apafi I care este ales principe, la Târgu Mureș, în 16 septembrie 1661. Târgul Dumbrăveni devine reședință domnească. Dar domnia lui Mihai Apafi I nu este de bun augur deoarece ”era mai bun de popă decât de principe” (cronicarul Mihai Cserei). Îi plăcea vinul, bea o vadră de opt cupe pe zi și avea ”pasiunea de a drege mereu oroloage”. La 27 noiembrie 1685 Mihai Apafi I semnează la Dumbrăveni, împreună cu Antidie Dunot, trimisiul împăratului Austriei, un tratat prin care se obligă să întrețină armata imperială.

### Perioada imperială

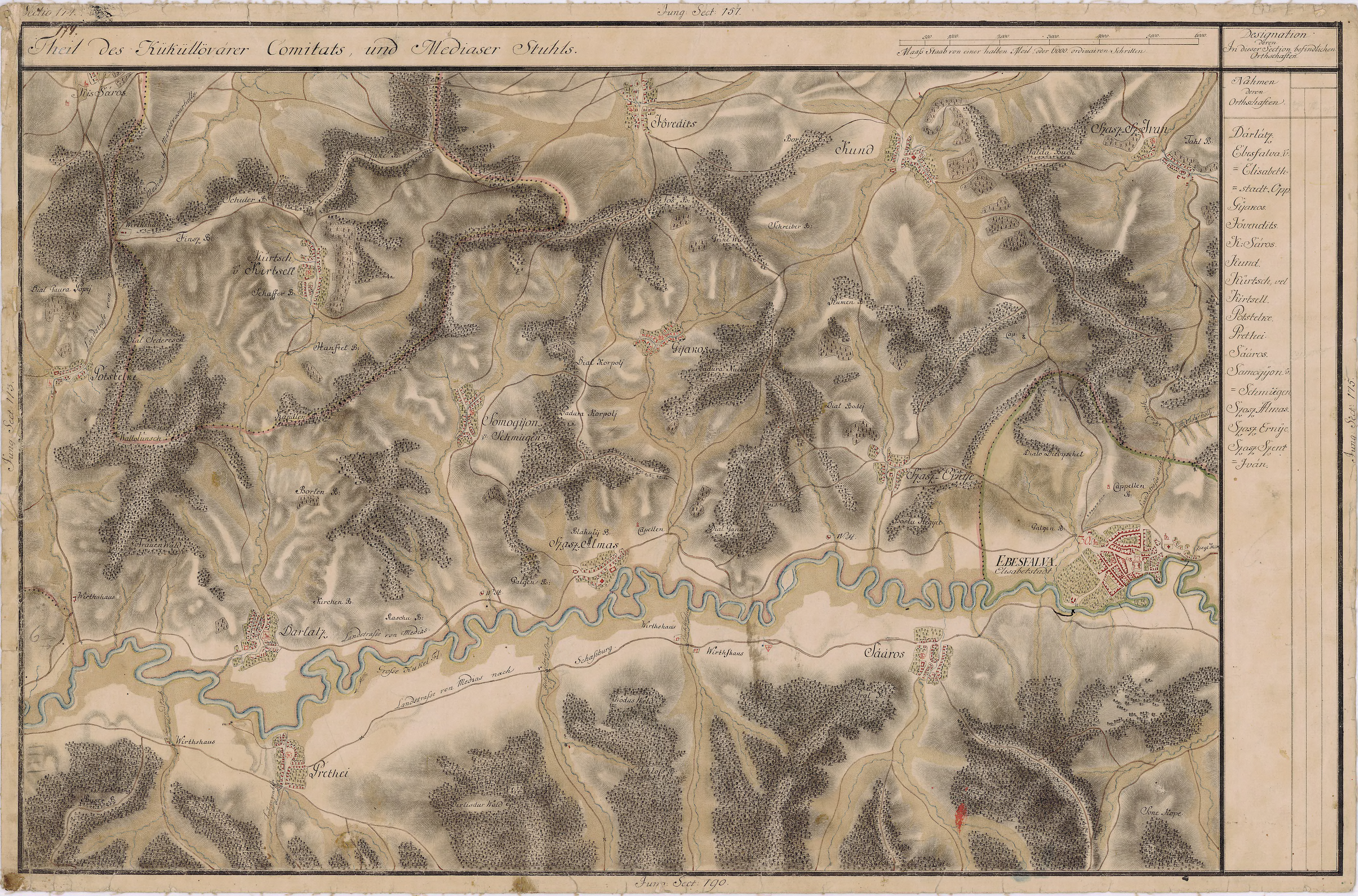
Dumbrăveni în Harta Iosefină a Transilvaniei, 1769-73

Unul dintre cele mai importante evenimente politice din timpul stăpânirii habsburgice este vizita împăratului Iosif al II-lea Pe când era coregent cu Maria Terezia, acesta a vizitat orașul Dumbrăveni în timpul călătoriei sale în Transilvania. Orașul făcea parte din cele 10 orașe libere regești din Transilvania. La 1 iunie 1773 Iosif al II-lea sosește dinspre Sighișoara la Dumbrăveni. Pe drum participă la exercițiile de arme ale trupelor habsburgice de dincoace de Hoghilag, din jos de Birtul Pădurarului, unde erau postate batalioane de grenadieri la care Iosif al II-lea ajunge marți seara, la ora 7. După terminarea exercițiilor Iosif al II-lea a intrat în Dumbrăveni unde a fost cazat în casa armeanului Martin Gaspar care ținea Hanul Ibașfalăului. În urma vizitei împărătești, pe Hanul Ibașfalăului a fost montată o placă ce avea inscripționat: ”Benedictus Iosephus II Imperator Augustus atque Pius Rex Pater patriae nos hoc anno 1773 in Junio visitavit”. După 1989 placa respectivă a fost îndepărtată de pe clădirea transformată astăzi în magazin alimentar.

### Perioada modernă
Frământările revoluționare din 1848 au ecou și în orașul Dumbrăveni. Orașul este cucerit în două rânduri de generalul Józef Bem care împreună cu marele revoluționar maghiar Sándor Petőfi, a poposit aici trei zile. După 1848 orașul cunoaște o perioadă de relativă liniște.
Administrația orașului suferă o modificare în 1871, ajungînd sub controlul comitatului Târnava Mică. În acest timp, Elisabetopolul este sediu de pretură de care aparțin 32 de sate. La Tribunalul Elisabetopol erau arondate localitățile Mediaș, Sighișoara, Rupea, Cincu Mare, Agnita, Hususău și Diciosânmartin (8 localități cu 234 de comune). 
În 1871 a fost construită linia ferată, ceea ce contribuie la dezvoltarea orașului, pe această cale făcându-se export de ițe și materii prime între Austria și Țara Românească. 
După 1875 se construiește clădirea Tribunalului (actual Centrul Școlar Pentru Educație Incluzivă), se mărește Liceul teoretic, precum și capacitatea cazărmii. Odată cu construirea tribunalului și penitenciarului (aici a fost închisă, câteva luni, Ana Pauker), până după al doilea război mondial, în acest oraș au loc judecăți, se dau sentințe, se întocmesc acte notariale, Dumbrăveniul dispunând de o carte funciară proprie. Deși reședință de plasă numai pe lângă centrul judecătoresc, orașul dispune și de o bancă de credit, spital și o serie de asociații de mici meșteșugari. 
După 1900 orașul Elisabetopol cunoaște o perioadă de relativă stagnare, rămâne doar un centru comercial lipsit de importanță, dar cu mare influență asupra așezărilor de pe cele două Târnave.

## Armenii

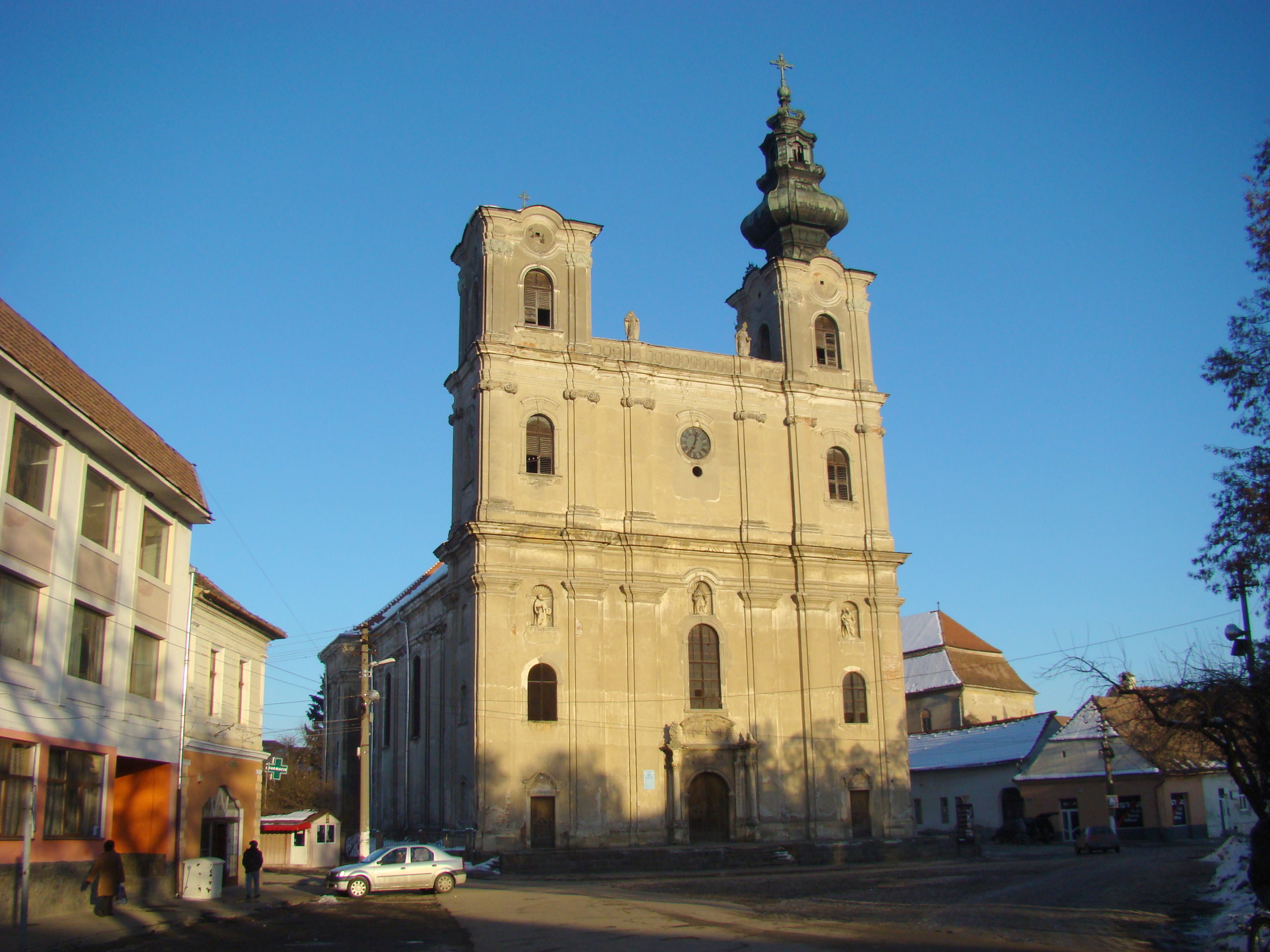
Biserica armenească din Dumbrăveni

Pentru prima dată, armenii sunt amintiți ca trăind în Dumbrăveni în anul 1671. De altfel, potrivit unui privilegiu dat de Mihai Apafi I, ei au fost colonizați pentru prima oară la Dumbrăveni și Gherla, și de aici s-au răspândit în toate orașele Transilvaniei. Ei înființează în oraș o companie comercială, ceea ce contribuie din plin la dezvoltarea localității.
Odată cu instaurarea stăpânirii habsburgice în Transilvania, Dumbrăveniul este administrat de coloniștii armeni. Ei aveau privilegiu dat de Mihai Apafi al II-lea, fiul fostului principe, de a își alege primar dintre oamenii lor cei mai capabili și, în caz de litigii comerciale, să apeleze la compania grecească. În cazuri de judecată cu oameni de pe domeniul Dumbrăveni, armenii sunt judecați de ofițeri proprii. Aveau drepturi autonome și își puteau alege preoții, primarii etc. 
În 2 septembrie 1727, domeniul cetății Dumbrăveni trece în posesia imperiului habsurgic, ocazie cu care se face inventarierea veniturilor. Se constată că aici trăiesc 77 de familii de iobagi (203 persoane) din care 69 de familii sunt românești, iar restul maghiare. Iobagii români trăiesc în Cocoroveni, iar cei maghiari în jurul castelului. 
Din 1714, Dumbrăveni trece în proprietatea fiscului, iar împăratul Carol al V-lea îl atribuie armenilor și devine ”oraș privilegiat”. De acum înainte se va numi Elisabetopolis. Tot acum se pun bazele organizării administrative a orașului cu dreptul de a alege magistratul, primarul și notarul. La acestea se mai adaugă dreptul de târg săptămânal și de trei ori pe an târg de țară, dreptul de a construi pod peste râul Târnava și de a încasa vamă.
În 3 octombrie 1746 Maria Terezia întărește acest privilegiu, iar biserica armenilor va fi subordonată Episcopiei catolice de Alba Iulia. Într-un al treilea privilegiu, din 28 noiembrie 1758, armenii obțin de la Maria Terezia domeniul Ibașfalăului împreună cu satele din jur. În această perioadă se construiește Catedrala armenească, una dintre cele mai frumoase din țară. În anul 2010, mai exact în 15 iulie, s-a deschis la Dumbrăveni Colecția Muzeală a Armenilor din Transilvania din Dumbrăveni, jud. Sibiu.

## Învățământ

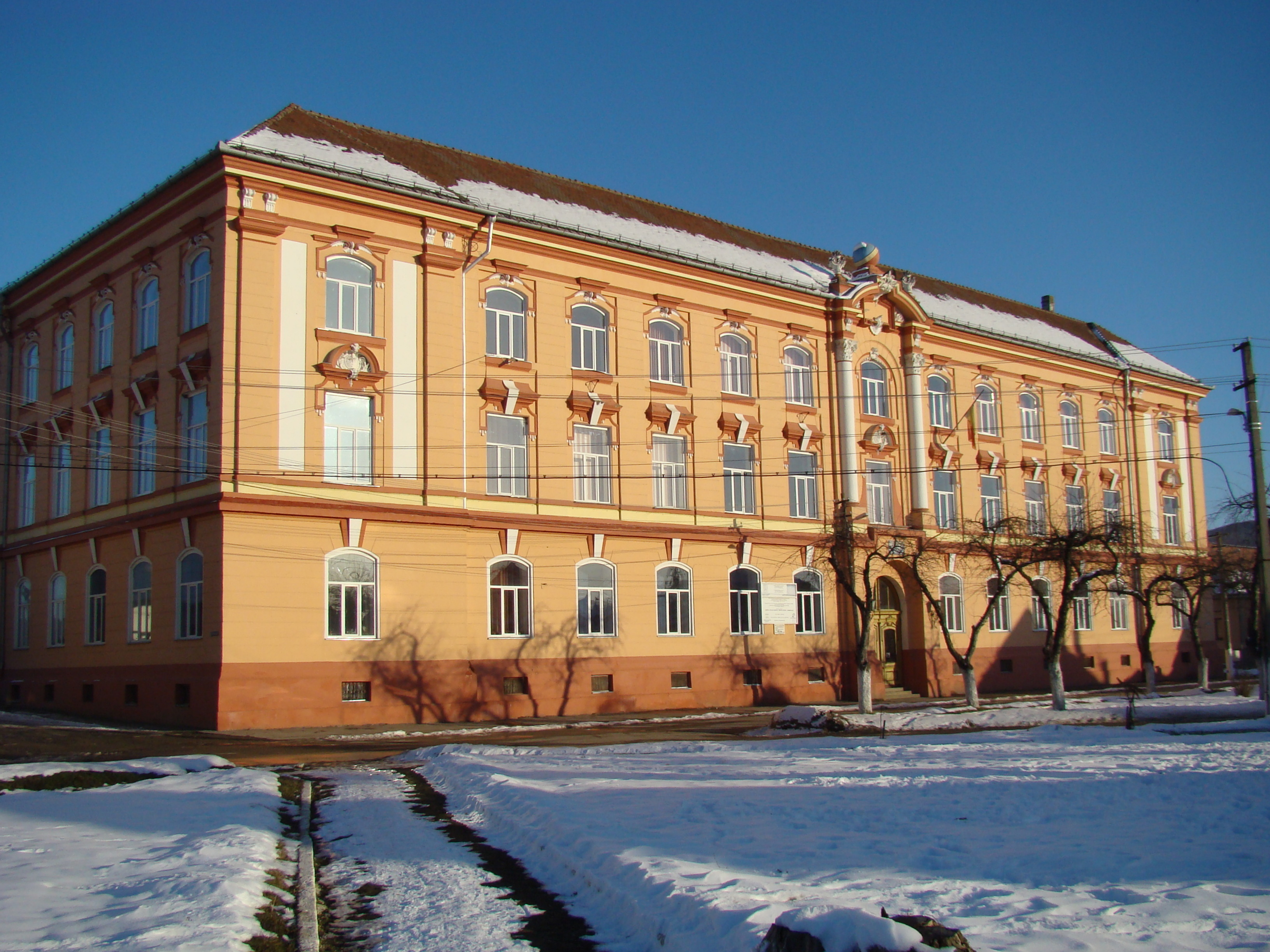
Liceul Agricol „Timotei Cipariu”

Documentele vremii atestă pentru prima oară un învățământ primar confesional în anul 1885, învățământ strâns legat de interesele de breaslă ale armenilor. Populația Dumbrăveniului intră în legătură cu marile asociații religioase și culturale ale armenilor, în care se simțeau puternic influențe iluministe ale Apusului. 
În urma donației consilierului Copci Petru, în anul 1744 a început să funcționeze în Dumbrăveni prima școala primară (localul construit atunci în acest scop adăpostește astăzi o serie de unități de prestări servicii, gospodărie comunală, în strada T. Vladimirescu nr. 47). Se preda în limba armeană, maghiară și germană. Din 1744 a existat în oraș un învățământ permanent în care erau cuprinși și copii de români. Tot în acest an, școala este oficial recunoscută de către statul maghiar. Astfel, școala s-a dezvoltat în Dumbrăveni înainte de a lua avânt în alte orașe ale Transilvaniei, unde vor începe să ia ființă școli abia dupa edictul "Ratio educationis" dat în 1774 de Maria Terezia. 
În anul 1842, ia ființă gimnaziul romano-catolic "Rafael Alexandru", iar în 1847 Liceul maghiar care funcționează până în anul 1919, când se transformă în Liceul teoretic "Timotei Cipariu". La acest liceu au învățat o seamă de personalități române, precum Teohar Mihadaș, Mircea Muthu și alții. Liceul teoretic a funcționat până în anul 1948, când a fost transformat în liceu agricol.
În prezent, în oraș funcționează două licee și anume Liceul Teoretic Dumbrăveni și Liceul Agricol Timotei Cipariu. De asemenea, funcționează Centrul Școlar Pentru Educație Incluzivă care școlarizează copii cu cerințe educaționale speciale (CES) și două grădinițe cu program normal și una cu program prelungit, dar și o creșă.
Liceul Teoretic deține profilul matematică-informatică iar Liceul Agricol Timotei Cipariu profile pe latura tehnologică.

## Transportul

### Transportul feroviar
Orașul dispune de o gară situată pe Strada Gării, paralelă cu DN14.
În data de 5 februarie 1913 a avut loc accidentul feroviar de la Elisabetopol (Eisenbahnunfall von Erzsébetváros), în care au murit trei persoane. Prințul Eitel Friedrich al Prusiei, fiul împăratului Wilhelm al II-lea al Germaniei, care se afla în tren, a scăpat nevătămat.

### Transportul rutier
Orașul Dumbrăveni este străbătut de Drumul Național 14, precum și de drumuri județene. DN14 traveresează orașul în partea de sud, pe o distanță relativ mică. De asemenea, datorită faptului că traficul greu nu traveresează orașul, ci doar margiena acestuia prin DN14, acesta poate fi denumit și centura ocolitoare a orașului Dumbrăveni.

## Clădiri istorice și monumente
- Castelul Apafi - azi Muzeul Armenilor Transilvăneni.
- Monumentul Eroilor Români din Primul Război Mondial. Obeliscul a fost ridicat în anul 1918 și se află amplasat în Cimitirul Eroilor, str. Erou Bumbea nr. 38. Monumentul este realizat din cărămidă și ciment, având o înălțime de 2,20 m. Însemnele de pe monument sunt: un ostaș și două urne, fără să existe înscrisuri.
- Parcela Eroilor Români din cele două războaie mondiale este amplasată în cadrul cimitirului din localitate și a fost amenajată în anii 1919-1920. În această parcelă sunt înhumați 82 de eroi dintre care 81 neidentificați și un erou identificat.
- Hanul Ibașfalăului
- Biserica armeano-catolică „Sf. Elisabeta” din Dumbrăveni (Catedrala Armenească)
- Biserica romano-catolică „Sfinții Apostoli Petru și Pavel” din Dumbrăveni
- Clădirea Tribunalului (actualul Centru Pentru Educație Incluzivă)
- Clădirea CITO
- În Dumbrăveni există două hoteluri. De asemenea, muzeul deschis în 2010 poate fi vizitat.

## Muzeu
- În anul 2010 s-a deschis Muzeul Armenilor Transilvăneni. Acesta se găsește în Castelul Apafi din Dumbrăveni.

## MedievArt Fest Dumbrăveni
- În anul 2010 a debutat Festivalul Medieval din Dumbrăveni, numit MedievArt Fest, care a avut loc în incinta Castelului Apaffi.

## Personalități
Iosif Manfi, a funcționat ca învățător la Ibașfalău, a făcut liceul la Blaj și Târgu Mureș, filosofia la Liceul romano-catolic din Cluj, pe urmă a fost "magistru" la școlile normale din Blaj. În 1820, mitropolitului Moldovei Veniamin Costache și-a propus reorganizarea seminarului de la Socola (Iași). Pentru aceasta a fost trimis, la Cluj, Gheorghe Asachi cu misiunea de a-i cere guvernatorului Bannfy aprobare pentru trei tineri absolvenți de la Blaj care erau necesari ca profesori în Moldova. După obținerea aprobării, Asachi i-a găsit și ales pe Ion Costea, Iosif Manfi și Vasile Bob Fabian. Astfel, începând cu anul 1820, Iosif Manfi a devenit profesor de gramatică latină la Seminarul din Socola, Iași.

### Personalități născute aici
- Virgil Atanasiu (n. 1937), trăgător de tir.

## Primari
- 1990 - 1992: Dobreanu Mircea
- 1992 - 1996: Dobreanu Mircea
- 1996[8] - 2000 - Mircea Dobreanu, de la USD
- 2000[9] - 2004 - Mircea Dobreanu, de la PD
- 2004[10] - 2008 - Traian Dorel Dur, de la PSD
- 2008[11] - 2012 - Georgeta Irimie, de la PNL
- 2012[12] - 2016 - Georgeta Irimie, de la USL
- 2016[13] - 2020 - Dârloșan Emil, de la PSD

## Galerie de imagini

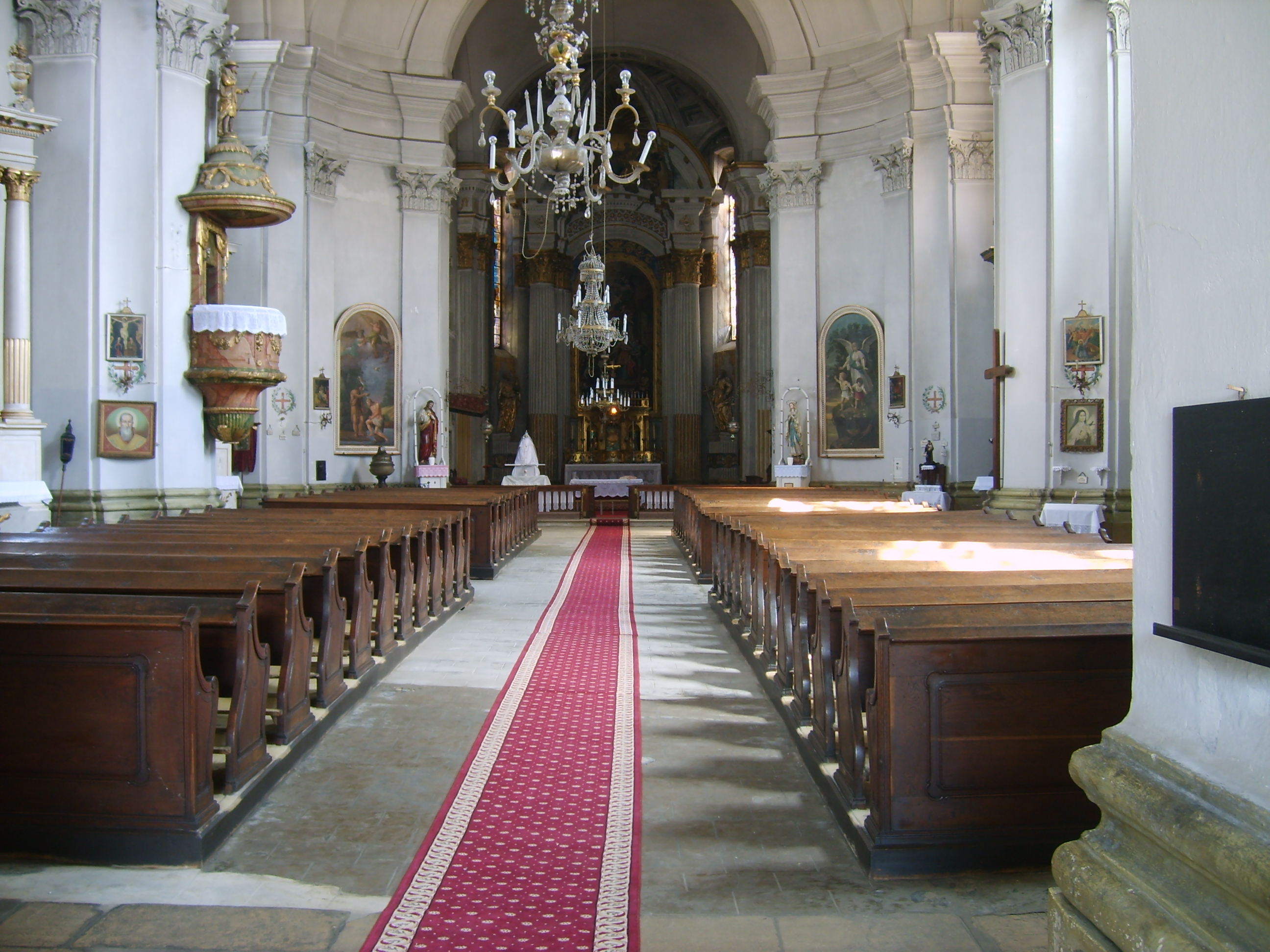
Biserica armeano-catolică (monument istoric)
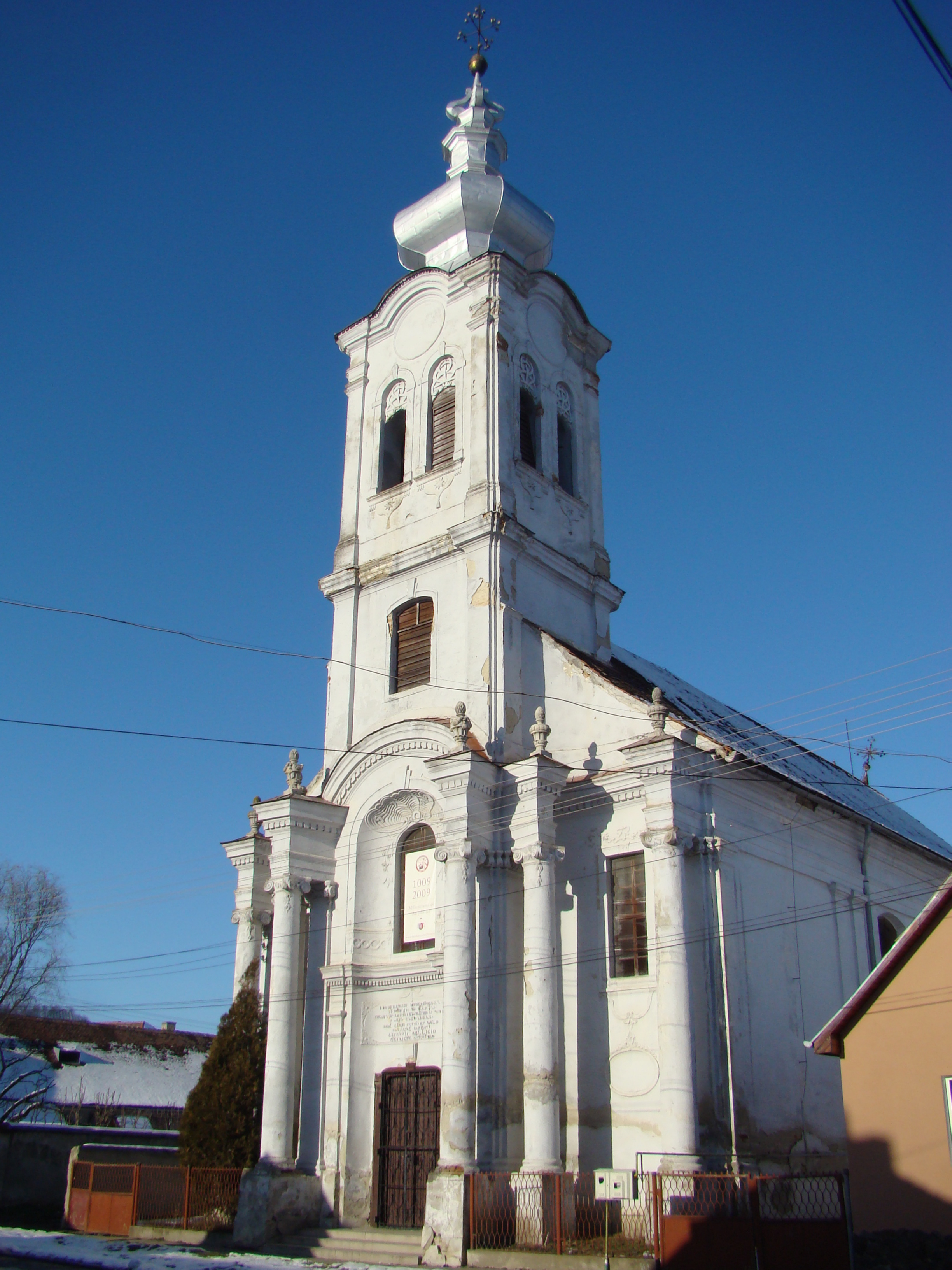
Biserica romano-catolică (monument istoric)
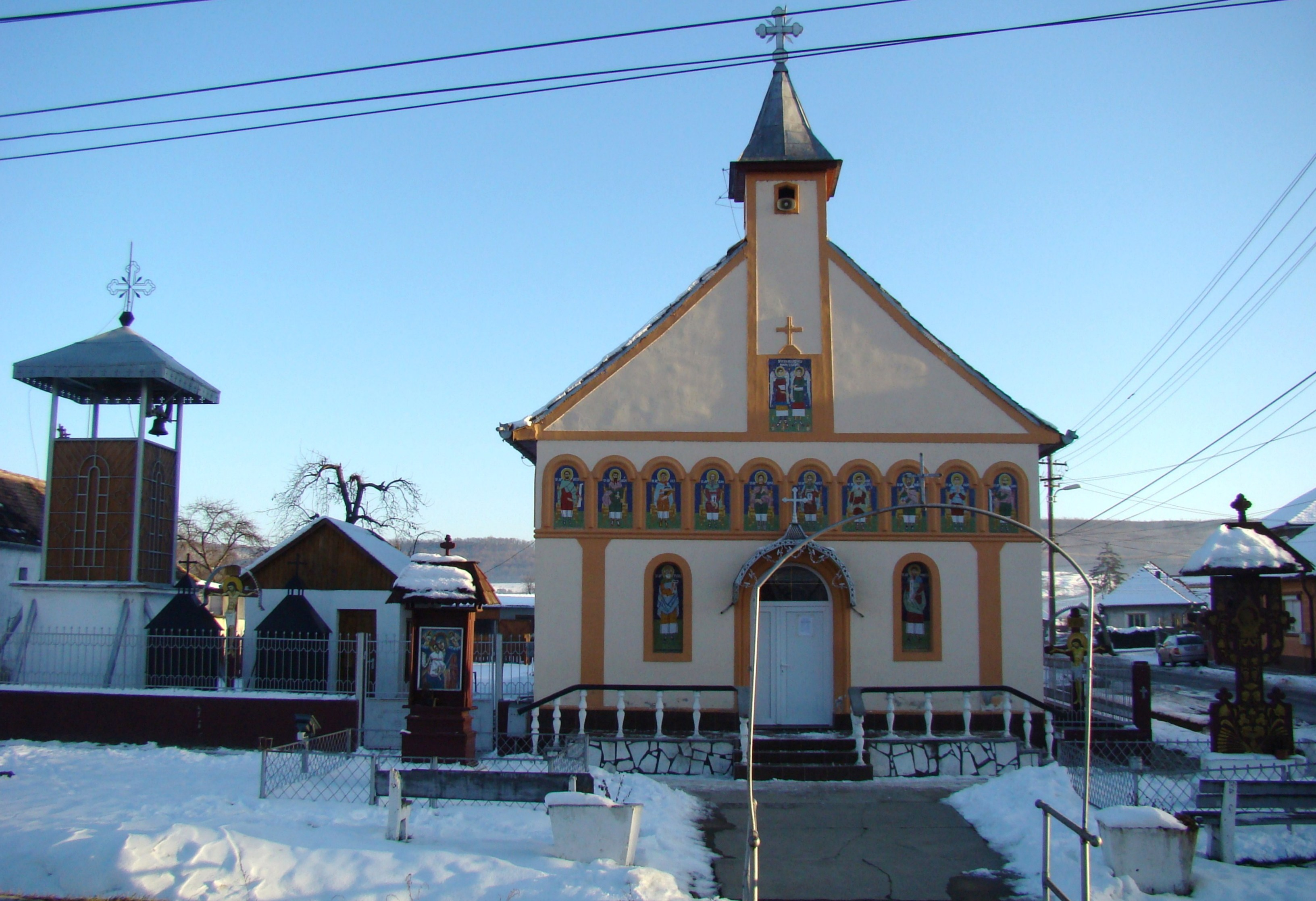
Biserica ortodoxă „Sfinții Arhangheli”
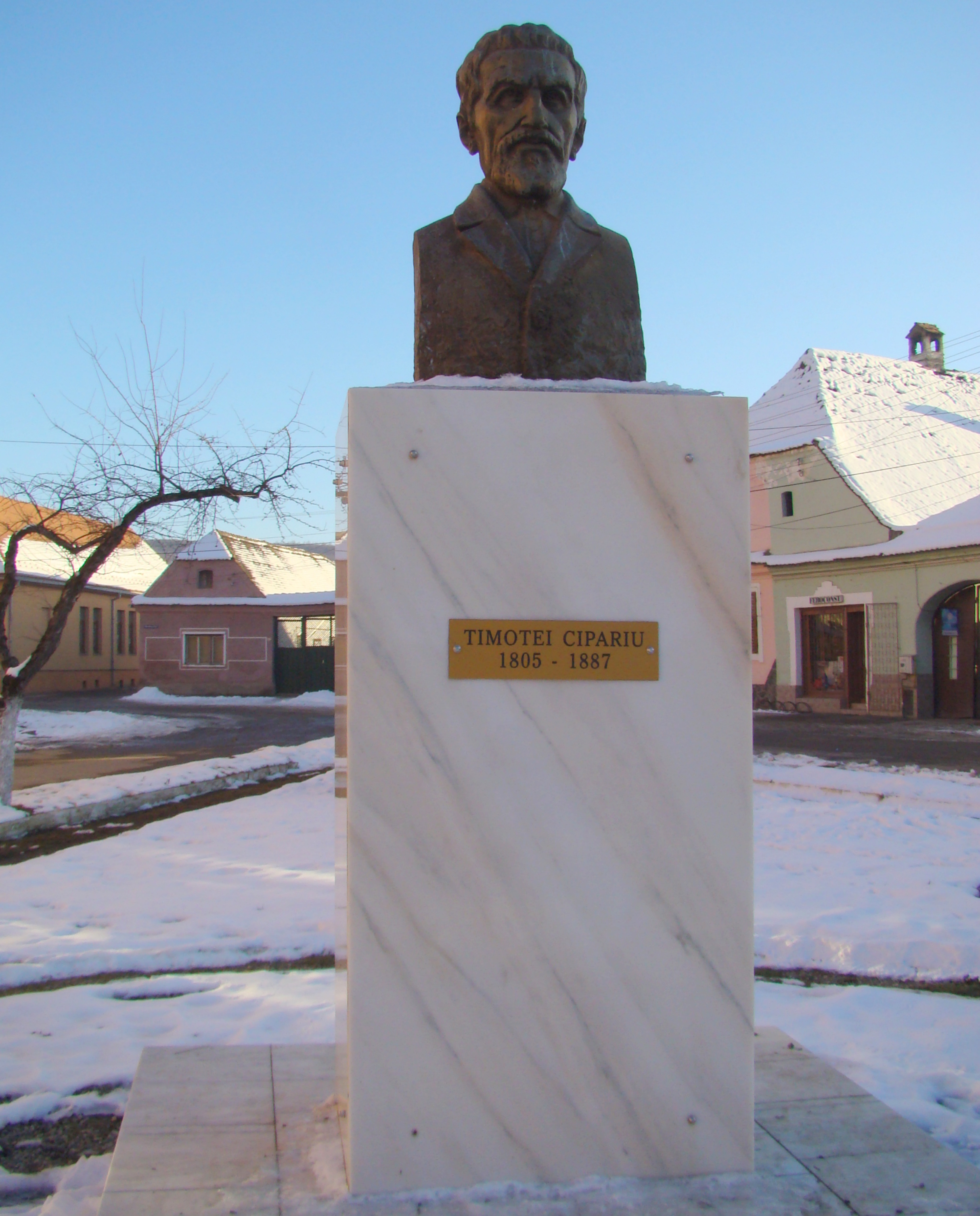
Bustul lui Timotei Cipariu
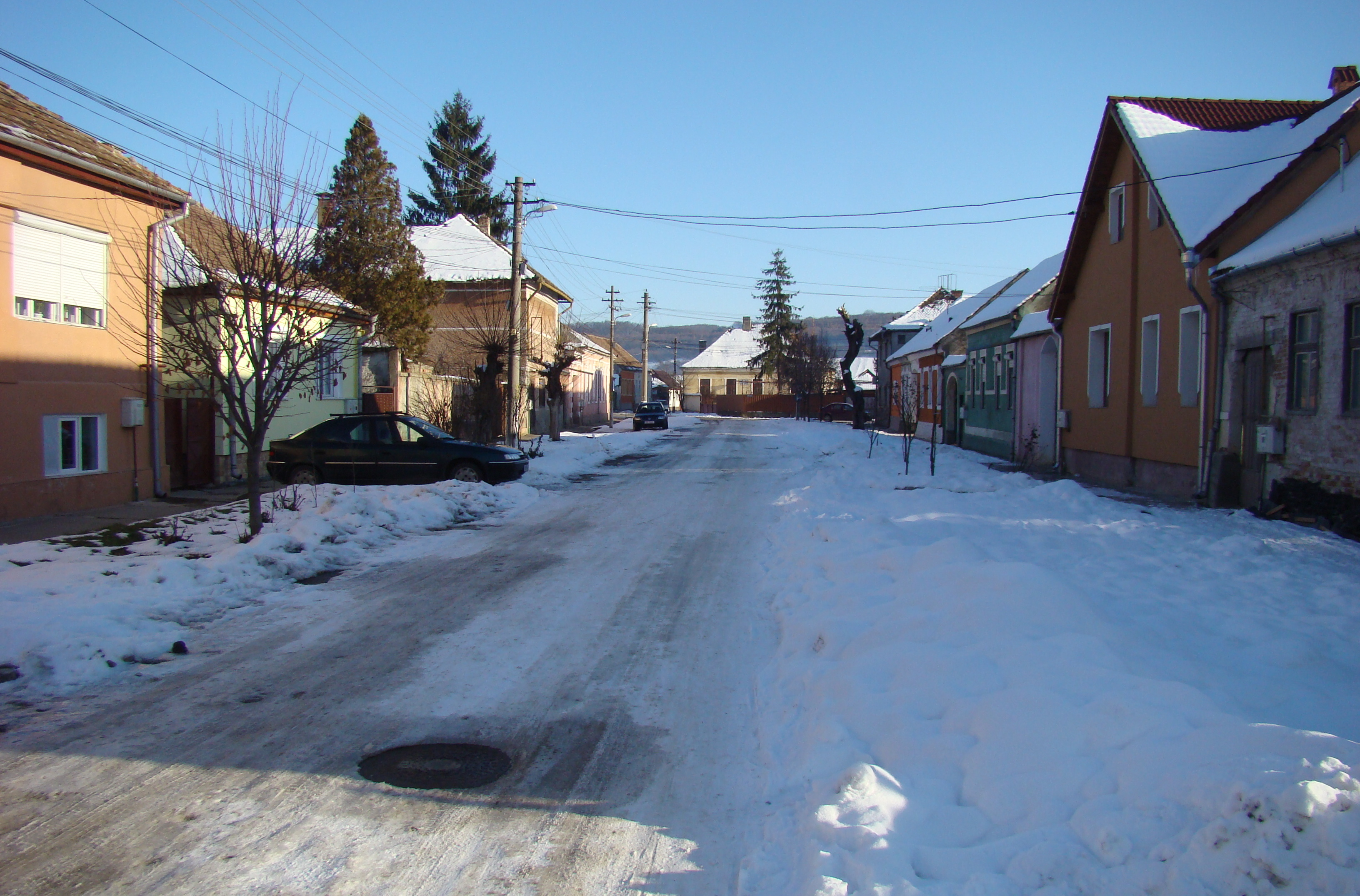
Strada 1 Decembrie 1918
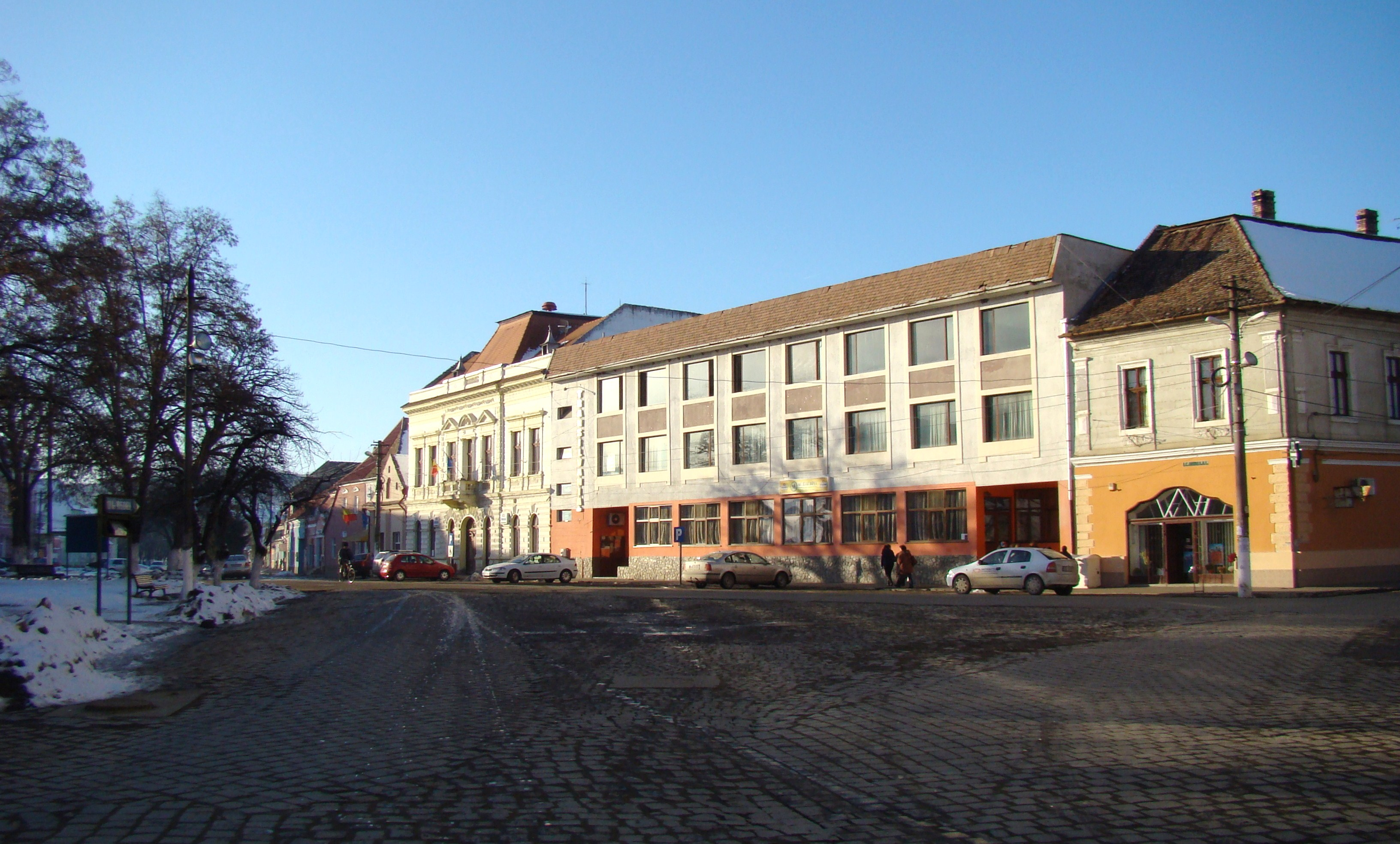
Piața Timotei Cipariu
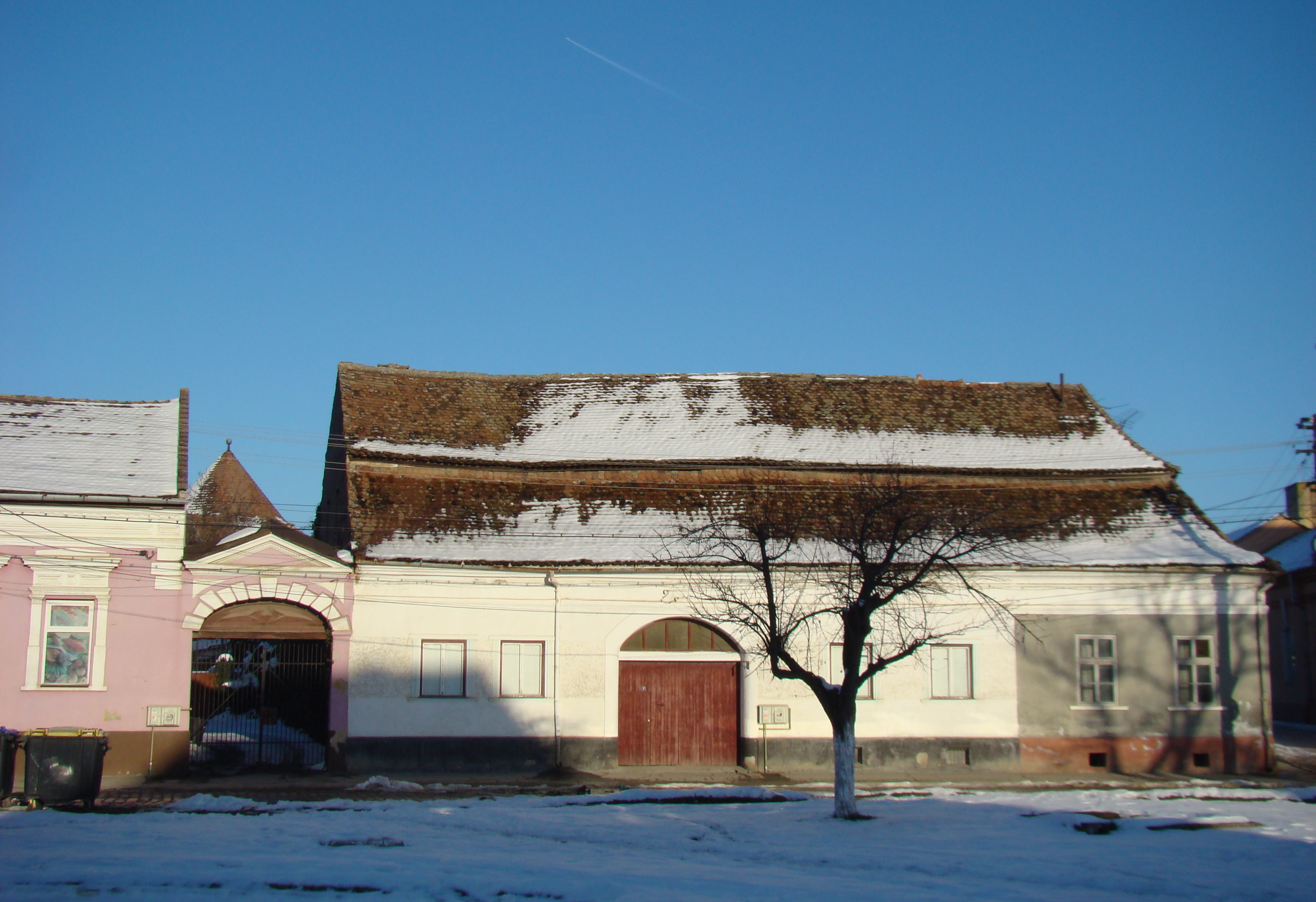
Clădire veche, strada Timotei Cipariu
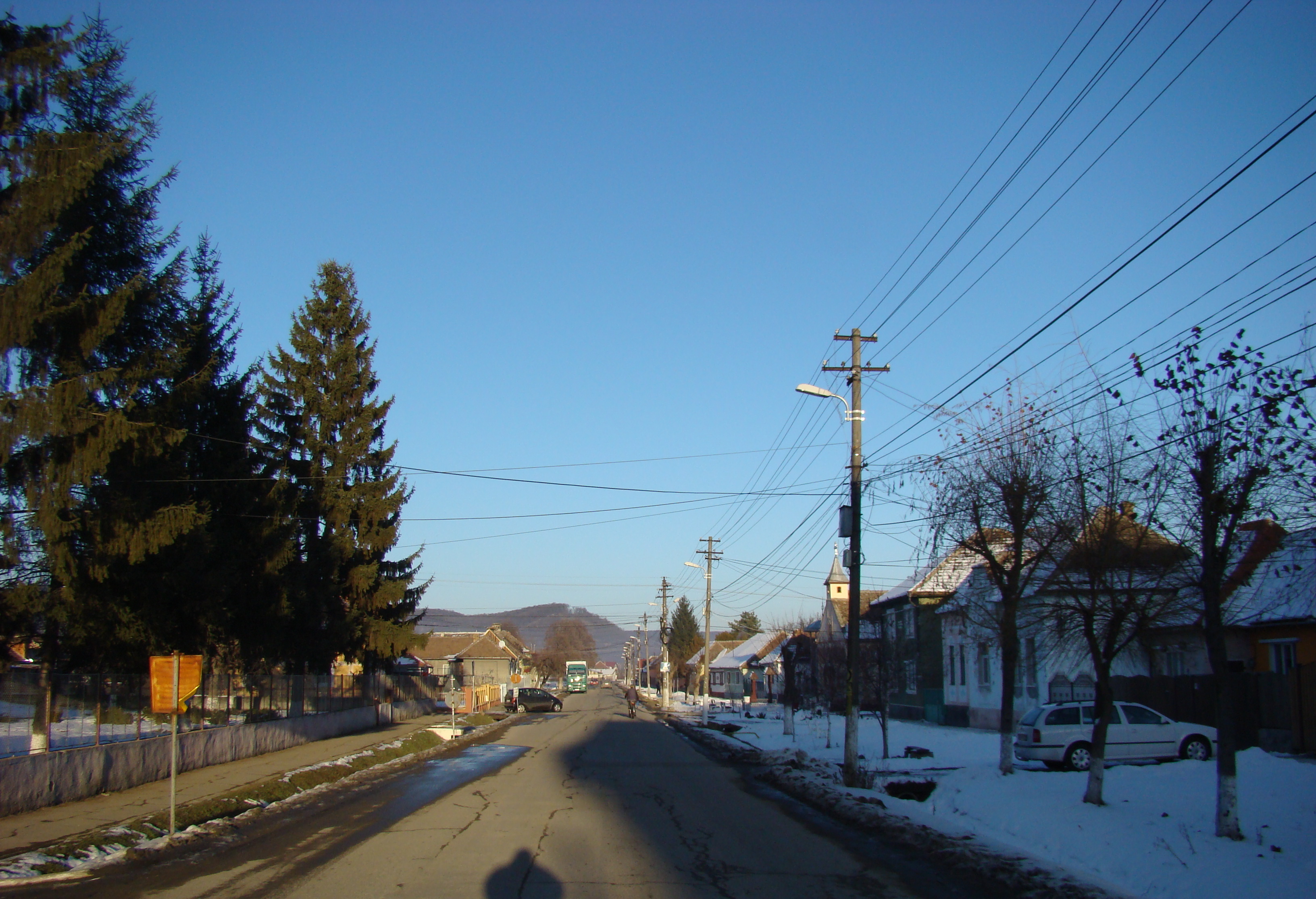
Ieșirea din oraș spre Hoghilag
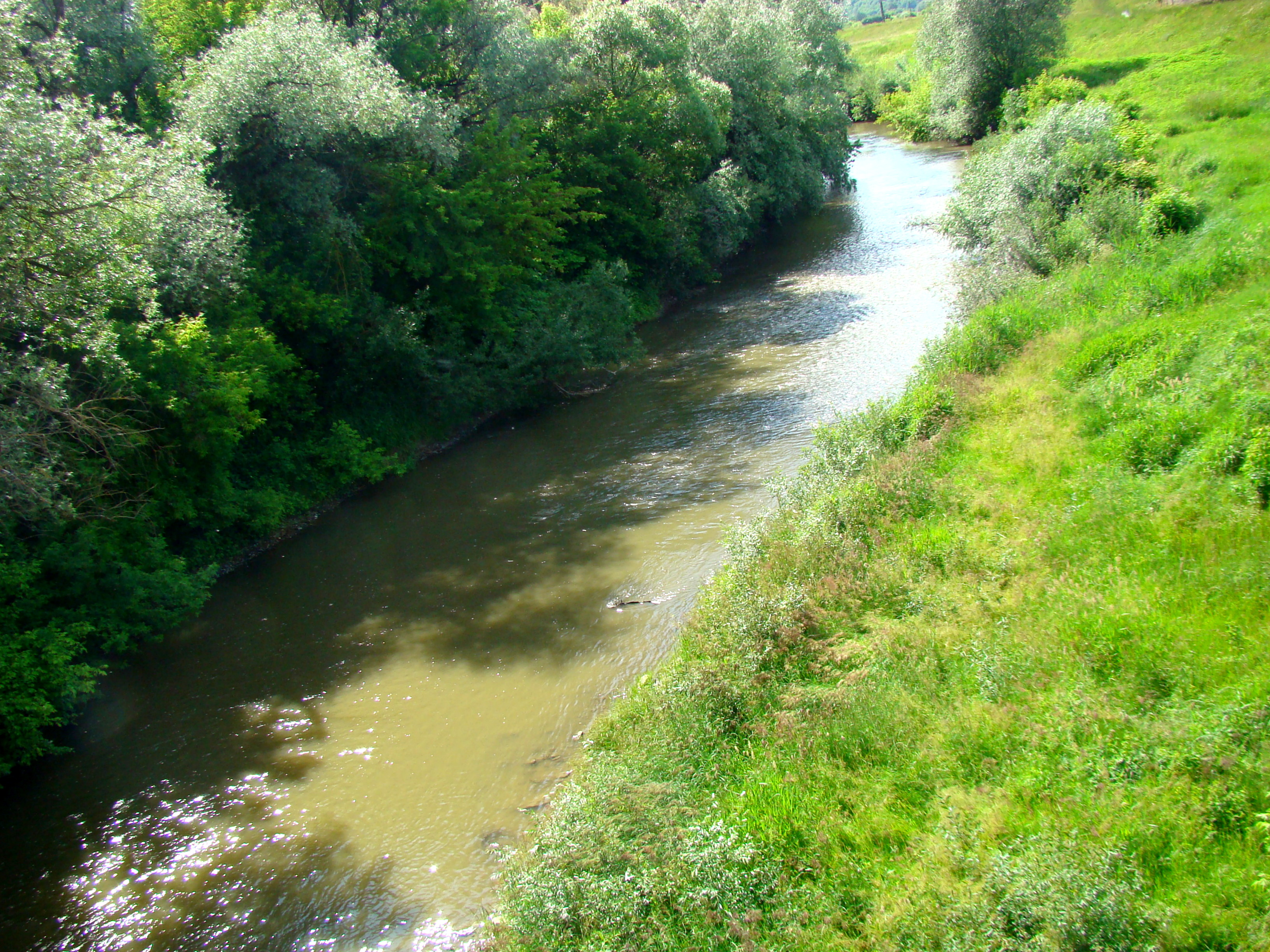
Târnava Mare la Dumbrăveni
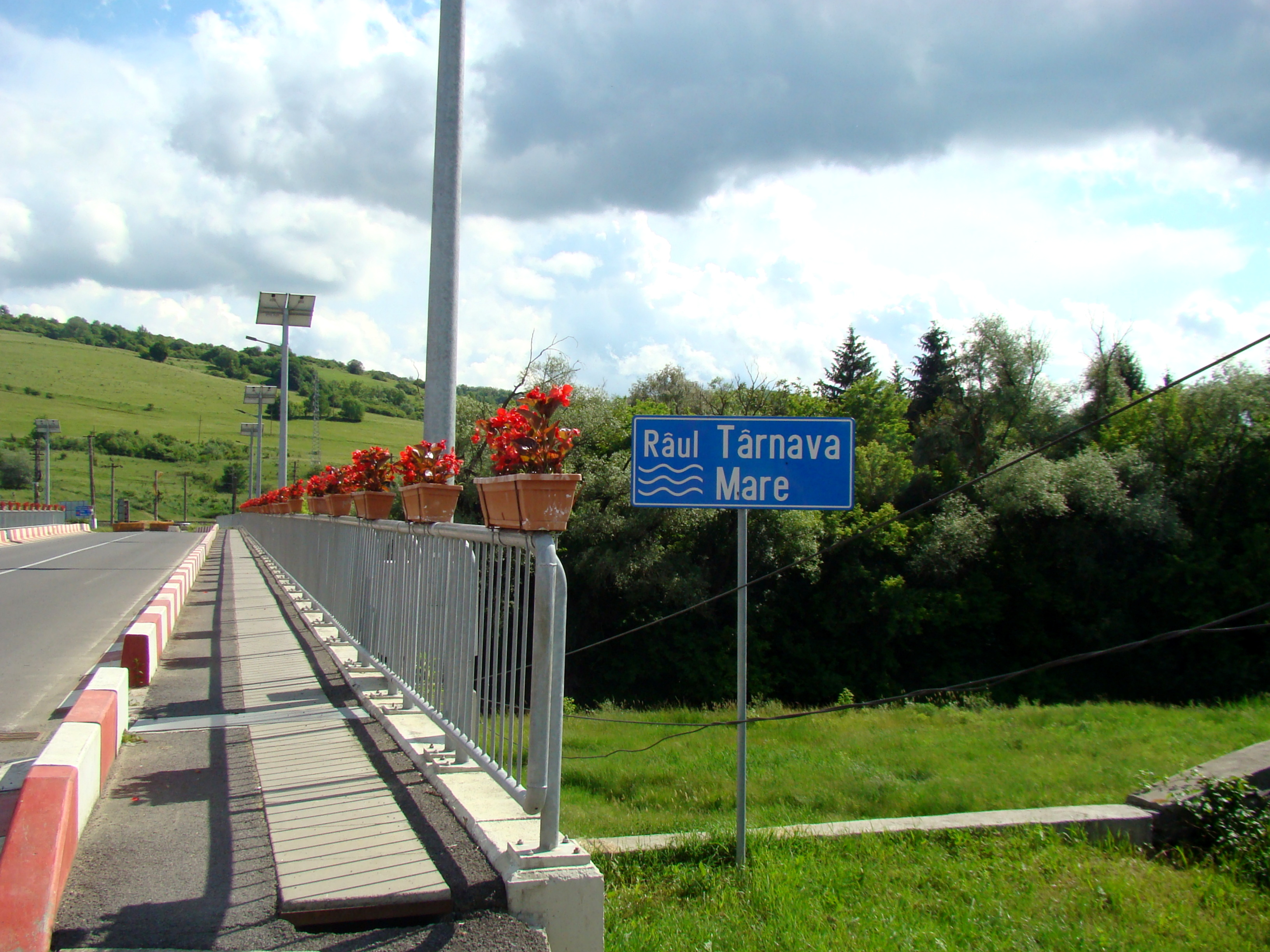